# Roderic d'Osona

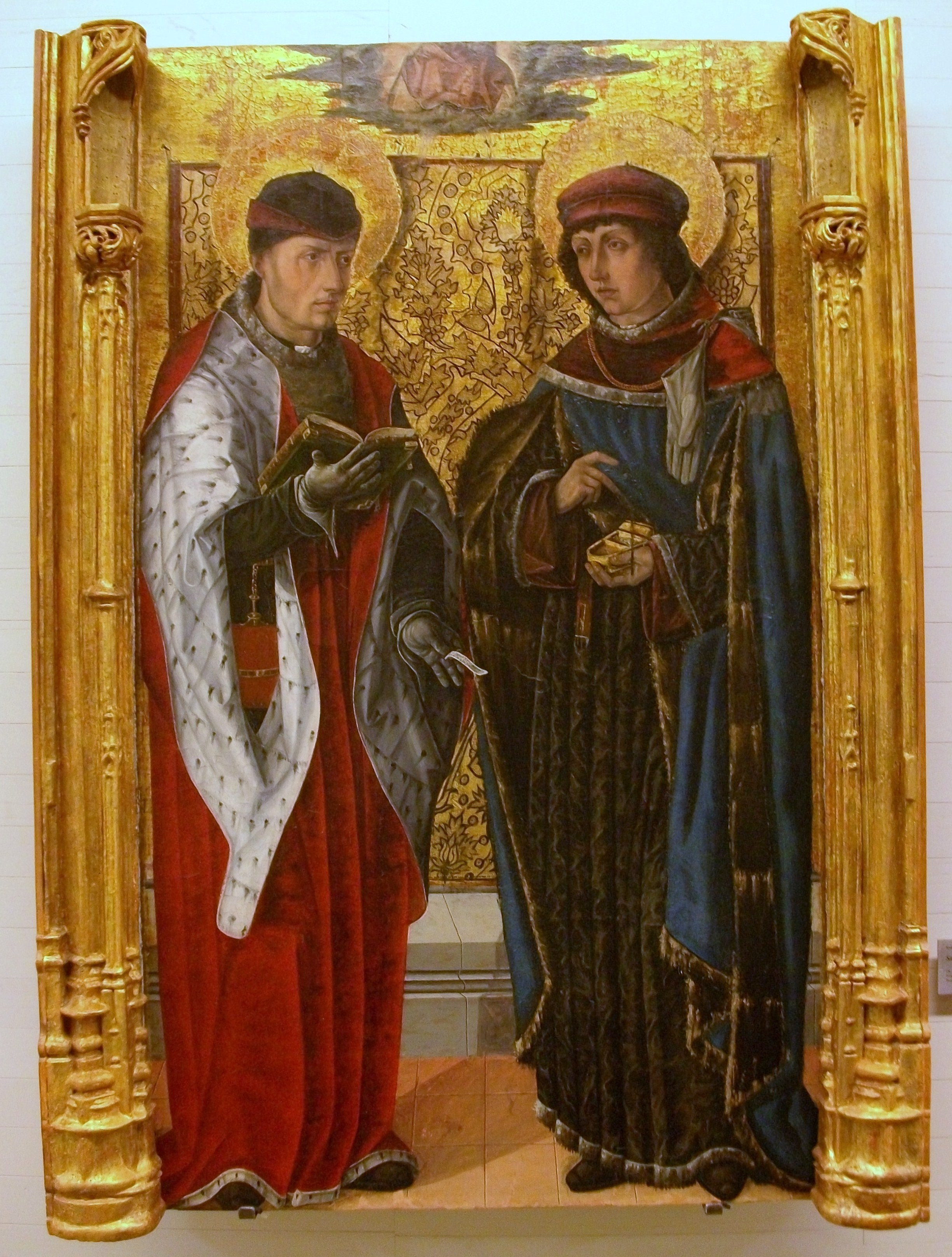
Roderic d'Osona, Saints Côme et Damien, musée des beaux-arts de Castellón de la Plana.

Roderic d’Osona, parfois appelé Rodrigo de Osona est un peintre espagnol, actif à Valence entre 1464 et 1484. L'hypothèse selon laquelle il aurait appris la peinture à Ferrare, Padoue ou Venise n'est pas confirmée avec certitude. Il est notamment l'auteur du Retable du Calvaire destiné à l'église Saint-Nicolas-et-Saint-Pierre de Valence. Un panneau de Roderic d'Osona représentant saint Pierre sur le trône pontifical est exposé au Musée national d'art de Catalogne. Il a contribué à introduire les formes dans la peinture espagnole, même s'il reste marqué par la peinture flamande ; les traits des personnages qu'il représente sont empreints d'amabilité et de douceur. Dans son œuvre, il soigne particulièrement l'environnement naturel et architectural des scènes représentées, et fait preuve d'une grande maîtrise de la peinture à l'huile.